# Harry Potter and the Methods of Rationality
Harry Potter and the Methods of Rationality (HPMOR) is een Harry Potter-fanfictie van Eliezer Yudkowsky. In dit werk is het originele Harry Potter-verhaal aangepast door de wetenschappelijke methode toe te passen op het fictieve universum van J.K. Rowling. Het boek werd gepubliceerd als een online verhalenreeks van 28 februari 2010 tot en met 14 maart 2015, met in totaal 122 hoofdstukken en ongeveer 660.000 woorden.
In 2018 werd een Russische vertaling gedrukt, na een crowdfundingproject dat een recordbedrag voor Rusland ophaalde (ongeveer $175.000).

## Synopsis
In tegenstelling tot de boeken van J.K. Rowling, waarin Harry Potter opgroeit bij de familie Duffeling, wordt de hoofdpersoon van HPMOR opgevoed door een professor uit Oxford. Voordat hij naar Zweinstein gaat, wordt Harry door zijn ouders thuis onderwezen in wetenschap en rationeel denken, waardoor hij in staat is om de tovenaarswereld kritisch te beoordelen. Volgens een artikel in de Hindustan Times is HPMOR "het verhaal van een denker over magie en heldendom", en wordt het conflict tussen goed en kwaad afgeschilderd als een strijd tussen kennis en ontwetendheid. Het boek bestrijkt slechts één jaar, het eerste schooljaar van Harry Potter, in tegenstelling tot de zeven-jaar-durende originele boekenreeks.

## Ontvangst

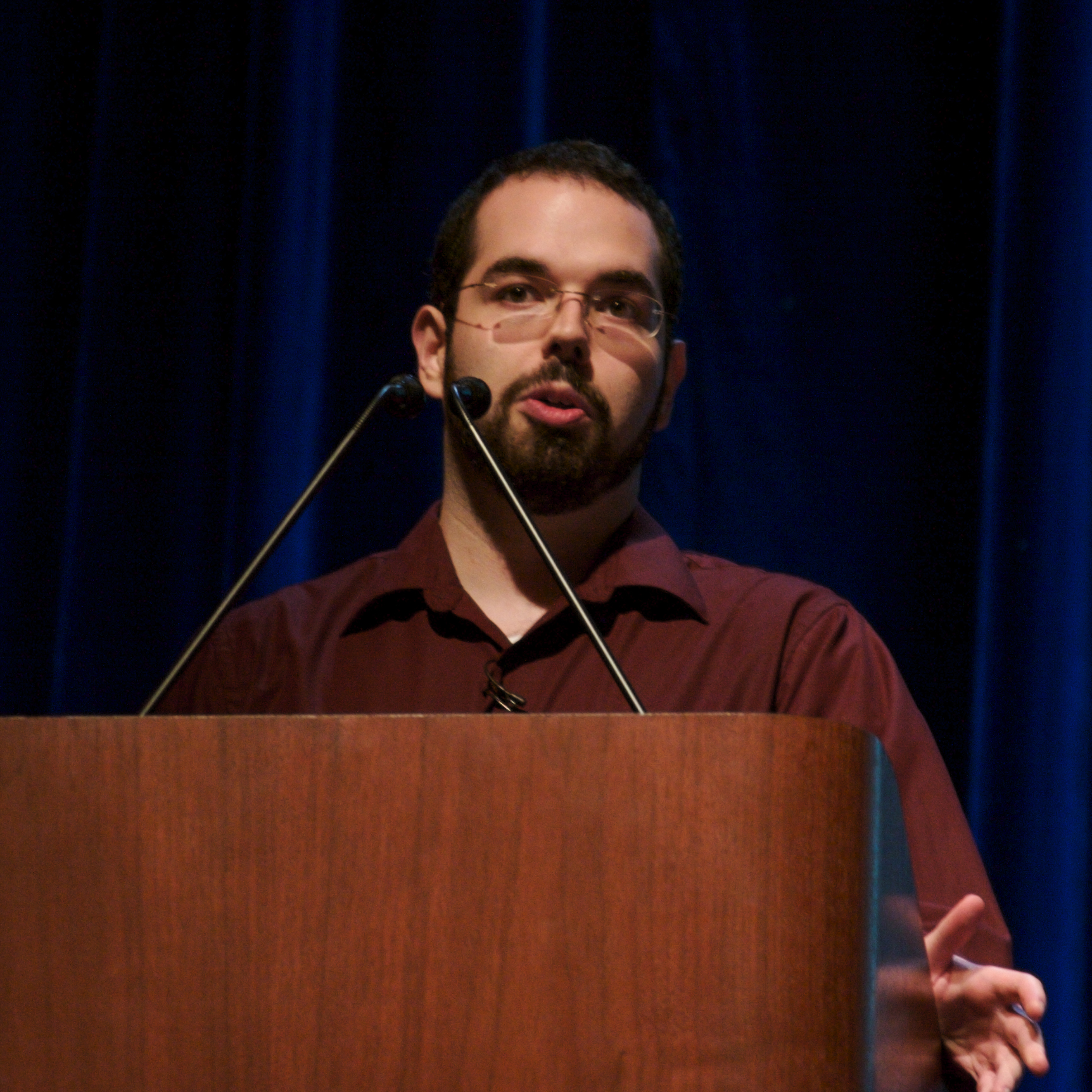
Yudkowsky geeft een lezing op Stanford University

In 2011 was de serie een van de meest populaire fanficties op FanFiction.net. Het werk heeft positieve recensies gekregen van onder andere sciencefictionauteur David Brin, de Amerikaanse politicus Ben Wikler en de jurist William Baude. Een artikel in Vice vond dat HPMOR leest als "het origineel".

### Prijzen
De audioversie van HPMOR haalde de finales van de Parsec Awards van 2012 en 2015.

## Doel
Yudkowsky schreef HPMOR om meer mensen in aanraking te brengen met rationeel en wetenschappelijk denken, zoals hij dat ook doet in zijn blog LessWrong. De reden om over de wereld van Harry Potter te schrijven, legde Yudkowsky als volgt uit;
"Op het moment dat het verhaal van HPMOR spontaan in mijn hoofd ontstond, was ik veel fanficties van Harry Potter aan het lezen, daardoor werd het een Harry Potter-verhaal. (...) Daarnaast is er een groot aantal potentiële lezers die op zijn minst enigszins bekend zijn met het universum van Harry Potter."
 Hij gebruikt de reeks tevens als hulpmiddel voor zijn werk bij het Centrum voor Toegepaste Rationaliteit.

## Vertalingen
HPMOR is vertaald naar het Tsjechisch, Chinees, Frans, Duits, Hebreeuws, Italiaans, Japans, Noors, Spaans, Zweeds, Russisch en Oekraïens.